# Paratela ovatipennis
Paratela ovatipennis är en insektsart som först beskrevs av Rehn, J.A.G. 1905.  Paratela ovatipennis ingår i släktet Paratela och familjen gräshoppor. Inga underarter finns listade i Catalogue of Life.